# Porotrichum substriatum
Porotrichum substriatum är en bladmossart som beskrevs av Mitten 1869. Porotrichum substriatum ingår i släktet Porotrichum och familjen Neckeraceae. Inga underarter finns listade i Catalogue of Life.